# Варсобин, Андрей Константинович
Андрей Константинович Варсобин — советский хозяйственный, государственный и политический деятель.

## Биография
Родился в 1927 году в Ленинграде. Член КПСС.
Участник Великой Отечественной войны (Балтийский флот) с 1944 г. Курсант школы связи им. Попова учебного отряда СБФ. С 1950 года — на хозяйственной, общественной и политической работе. В 1950—1990 гг. — литературный сотрудник и журналист изданий города Ленинграда, главный редактор «Ленинградской правды» (1973-1990), председатель Ленинградской организации Союза журналистов СССР.
Делегат XXV, XXVI и XXVII съездов КПСС, XIX партконференции.
Скончался в Санкт-Петербурге 29 июня 2003 году. Похоронен на Серафимовском кладбище Санкт-Петербурга.